# Manuel Garcia i Grau
Manel Garcia Grau (Benicarló, 1962 - Castellón de la Plana, 5 de junio de 2006) fue un filólogo y poeta valenciano.

## Biografía
Licenciado y doctorado en filología catalana por la Universitat de València, fue profesor de literatura catalana en la Universitat Jaume I desde 1995, de lengua catalana en el Instituto Penyagolosa de Castelló, investigador de la red Teoría y Crítica de los Discursos Creativos, miembro de la asociación CEDRO, de la AILLC y de la AELC. Ha colaborado en las publicaciones Hoy, Levante, El Punt, Revista de Cataluña, Gamo, Reducciones, Pasillo, Diario de Baleares, Cultura, La Aiguadolç, Canelobre, Mediterráneo y Boletín de la Sociedad Castellonense de Cultura. Murió el 2006 murió a los 44 años.

## Obras

### Investigación y divulgación
- Poètiques i voluntats per a una societat perifèrica (1994)
- Polítiques (i) lingüístiques (1997)

### Narrativa
- Davall del cel (2006)
- El magma silenciós (2011) Pòstuma, junt Vicent Pallarés.

### Novela
- El Papa maleït: Una intriga novel·lística sobre el Papa Luna (2003)

### Poesía
- Oficio del hombre (1983), premio Pablo Neruda otorgado por la Asociación Iberoamericana de Escritores de Estados Unidos en México
- Anthropoemas (1985), premio Poesía Nueva de la editorial Prometeo de Madrid
- Quadern d'estances (1988)
- La veu assedegada (1989)
- Escenalls dels miratges (1989)
- Els noms insondables (1990) (Premio Vicent Andrés Estellés de poesía, 1990)
- Els signes immutables (1991)
- Llibre de les figuracions (1993)
- Mots sota sospita (1997)
- La ciutat de la ira (1998)
- Anatema (2001) Premio Ausiàs March de poesía
- Al fons de vies desertes (2002)
- La Mordassa (2003)
- Constants vitals (2005) (Premio Roís de Corella de poesía en valenciano)
- Constants vitals (2006) (Premi de Poesia Ciutat de València)

### Estudios literarios
- De Castelló a Ítaca : l'univers literari de M. Peris i Segarra (1997)
- Les suspicàcies metòdiques (2002)

## Homenajes
- Anualmente, la Universitat Jaume I de Castelló de la Plana convoca el premio de Poesía Manel Garcia i Grau.[3]
- La biblioteca municipal de Benicarló lleva su nombre.
- En Castelló, en el barrio Raval Universitario está el CEIP Manel Garcia Grau.[4]
- En Castelló, los Premis de la Mar tienen una distinción Gurmet Manel Garcia i Grau a poetas jóvenes, organizados por el Ayuntamiento de Castelló y la Associacio La Barraca